# Општина Билећа
Билећа је општина у Источној Херцеговини, у Републици Српској, БиХ. Површина општине је 633 km2. На попису становништва 2013. године Општина Билећа је имала 10.607 становника према подацима Републичког завода за статистику, а према подацима Агенције за статистику Босне и Херцеговине 10.807.

## Географија
На подручју општине се налази Билећко језеро.

## Култура
Манастир Српске православне цркве Добрићево се налази у насељу Орах.

## Насељена мјеста
Подручје општине Билећа чине насељена мјеста:
Баљци, Бијела Рудина, Бијељани, Билећа, Богдашићи, Боденик, Брестице, Влахиња, Врањска, Врбица, Голобрђе, Горња Мека Груда, Горњи Давидовићи, Граница, Делеуша, Дивин, Длакоше, Дола, Доња Мека Груда, Доњи Давидовићи, Ђече, Жудојевићи, Засада, Заушје, Звијерина, Калац, Качањ, Корита, Кривача, Крстаче, Кукричје, Кути, Лађевићи, Милавићи, Мириловићи, Мируше, Мрежица, Нарат, Његановићи, Обло Брдо, Орах, Ораховице, Пађени, Паник, Плана, Подгорје, Подосоје, Прераца, Пријевор, Присоје, Риоца, Селишта, Симијова, Скроботно, Тодорићи, Торић, Трновица, Фатница, Хоџићи, Чепелица и Шобадине.

## Политичко уређење

### Општинска администрација
Начелник општине представља и заступа општину и врши извршну функцију у Билећи. Избор начелника се врши у складу са изборним Законом Републике Српске и изборним Законом БиХ. Општинску администрацију, поред начелника, чини и скупштина општине. Институционални центар општине Берковићи је насеље Билећа, гдје су смјештени сви општински органи.
Начелник општине Билећа је Миодраг Парежанин испред Савеза независних социјалдемократа, који је на ту функцију ступио након локалних избора у Босни и Херцеговини 2024. године. Састав скупштине Општине Билећа је приказан у табели.

## Становништво
|             | 2013.           | 1991.           | 1981.           | 1971.           | 1961.           |
| Укупно      | 10 807 (100,0%) | 13 284 (100,0%) | 13 199 (100,0%) | 13 444 (100,0%) | 14 125 (100,0%) |
| Срби        | 10 646 (98,51%) | 10 628 (80,01%) | 10 190 (77,20%) | 10 880 (80,93%) | 11 887 (84,16%) |
| Црногорци   | 54 (0,500%)     | –               | 317 (2,402%)    | 261 (1,941%)    | 155 (1,097%)    |
| Неизјашњени | 30 (0,278%)     | –               | –               | –               | –               |
| Бошњаци     | 26 (0,241%)     | 1 947 (14,66%)1 | 1 803 (13,66%)1 | 2 079 (15,46%)1 | 1 526 (10,80%)1 |
| Хрвати      | 21 (0,194%)     | 39 (0,294%)     | 44 (0,333%)     | 82 (0,610%)     | 185 (1,310%)    |
| Непознато   | 11 (0,102%)     | –               | –               | –               | –               |
| Остали      | 11 (0,102%)     | 448 (3,372%)    | 26 (0,197%)     | 36 (0,268%)     | 18 (0,127%)     |
| Муслимани   | 5 (0,046%)      | –               | –               | –               | –               |
| Југословени | 3 (0,028%)      | 222 (1,671%)    | 773 (5,857%)    | 69 (0,513%)     | 310 (2,195%)    |
| Македонци   | –               | –               | 24 (0,182%)     | 14 (0,104%)     | 21 (0,149%)     |
| Албанци     | –               | –               | 8 (0,061%)      | 1 (0,007%)      | 5 (0,035%)      |
| Мађари      | –               | –               | 8 (0,061%)      | 14 (0,104%)     | 3 (0,021%)      |
| Словенци    | –               | –               | 6 (0,045%)      | 8 (0,060%)      | 15 (0,106%)     |

1. 1 На пописима од 1971. до 1991. Бошњаци су пописивани углавном као Муслимани.

| Демографија | Демографија | Демографија |
| Година      | Становника  | Становника  |
| ----------- | ----------- | ----------- |
| 1879.       | 13.728      |             |
| 1885.       | 14.195      |             |
| 1895.       | 16.043      |             |
| 1910.       | 19.661      |             |
| 1921.       | 19.106      |             |
| 1931.       | 21.273      |             |
| 1948.       | 13.531      |             |
| 1953.       | 14.026      |             |
| 1961.       | 14.125      |             |
| 1971.       | 13.444      |             |
| 1981.       | 13.199      |             |
| 1991.       | 13.269      |             |